# Mutare
Mutare (Umtali hasta 1982) es una ciudad situada en el país africano de Zimbabue. Tiene una población aproximada de 193.629 habitantes y es la capital de la provincia de Manicalandia.

## Etimología
La palabra Mutare viene a significar "una pieza de metal". El nombre fue probablemente adoptado debido a que en un río que corre por el valle Penhalonga se descubrió oro y como la ciudad más cercana al río era esta le fue puesto el nombre de Mutare por los nativos de la zona.

## Historia
Mutare fue fundada en 1897 como una fortaleza, a una distancia de 8 km de la frontera con Mozambique, y está solo a 290 km del puerto de Beira en Mozambique, Mutare posee el título de "Acceso de Zimbabue a la Mar", aunque a veces es llamada también "El portal de la Sierra Oriental". En la ciudad hay una estación de tren de la línea ferroviaria de Beira a Harare con un taller mecánico para ferrocarriles. 
La zona fue propiedad del jefe Mutasa kraal. En 1890 se le dieron a Coquhoun los derechos de concesión y Fort Umtali (que más tarde se convirtió en la fortaleza Mutare) se estableció entre los ríos Tsambe y Mutare. En 1891 la fortaleza fue trasladada a un sitio conocido actualmente como Mutare Viejo, unos 14 km al norte del centro de la ciudad. En 1896 la construcción del ferrocarril entre Beira y Bulawayo llevó a la ciudad una estación de tren y se trasladó por tercera vez a fin de estar más próxima a la línea de ferrocarril, la indemnización abonada por la Compañía Británica de Sudáfrica a la gente del pueblo fue el costo de la mudanza. La ciudad se proclamó como municipio en 1914 y en 1971 se le concedió el título de ciudad estado. El nombre fue cambiado oficialmente de Umtali a Mutare (su nombre nativo original) en 1982.

## Clima
A pesar de su ubicación tropical, la ciudad tiene un clima templado. La temperatura media anual es de 19 °C, sorprendentemente baja para su altura media (aproximadamente la misma que la de Harare, cuya altura media es 360 metros más alta.) Esto se debe a su situación en contra de la montaña de Cecil Kop que alienta brisas frescas de baja altitud, al este y al sur. El mes más frío es julio (8,5 °C mínimo y 20,5 °C máximo) y el mes más cálido es enero (con un mínimo de 17 °C y un máximo de 26 °C), aunque, como en gran parte de Zimbabue, octubre tiene los días más calurosos (27 °C). La precipitación anual es 818 mm. Llueve principalmente en los meses de diciembre a febrero, aunque es posible la aparición de chaparrones antes y después de ese período. El mes más húmedo de la historia fue enero de 1926 ya que recibió 580 mm, mientras que el más seco fue enero de 1991, que tan sólo recibió 24 mm.

## Ubicación
La ciudad está situada al norte de las Montañas Bvumba y al sur del Valle Imbeza. En la ciudad se encuentran el Museo de Mutare, la Casa Museo dedicada a Fairbridge Kingsley, la Galería Nacional de Zimbabue, el Murahwa Hill conocido por sus pinturas rupestres y el pueblo de la Edad de Hierro Cruz Kopje, con un monumento a los zimbabuenses y mozambiqueños muertos durante la Primera Guerra Mundial y una reserva natural. También es la sede de la Universidad de África, que es una universidad panafricana donde estudian alrededor de 1.200 estudiantes. 
A Mutare llega a diario un tren de pasajeros y mercancías con enlaces a las ciudades de Nyazura, Rusape y Harare.

## Ciudades hermanadas
- Haarlem, Holanda
- Portland, Estados Unidos (desde 1991)